# Johann Schleeter
Johann Schleeter OFMConv (* in Dortmund; † 29. Mai 1457 in Köln) war Weihbischof in Köln.
Der dem Minoritenorden angehörende Johann Schleeter, auch Schlechter genannt, stammte aus Dortmund, fungierte seit seiner Ernennung am 24. Oktober 1434 unter Erzbischof Dietrich II. von Moers als Weihbischof und Titularbischof von Venecomponensis.
Er wurde in der Kölner Minoritenkirche beigesetzt.